# Alexander Prestel
Alexander Prestel (* 17. Januar 1941 in Berchtesgaden; † 4. März 2024 in Konstanz) war ein deutscher Mathematiker.

## Werdegang
Prestel wurde 1966 bei Karl-Bernhard Gundlach an der Westfälische Wilhelms-Universität Münster mit der Dissertation Die elliptischen Fixpunkte der Hilbertschen Modulgruppen zum Dr. rer. nat . promoviert. Er habilitierte sich 1972 an der Rheinische Friedrich-Wilhelms-Universität Bonn und wurde dort 1973 wissenschaftlicher Rat und Professor. Von 1975 bis zu seiner Emeritierung im Jahr 2009 war er ordentlicher Professor an der Universität Konstanz. Er hatte Gastprofessuren an der University of California, Berkeley, dem Instituto de Matemática Pura e Aplicada in Rio de Janeiro und der Universidade Estadual de Campinas.
Lehr- und Forschungsgebiet waren die Galois- und Bewertungstheorie, Modelltheorie und reelle Algebra und Geometrie. Zu seinen Doktoranden gehörte unter anderem Jochen Koenigsmann.
Er war Herausgeber der wissenschaftlichen Fachzeitschriften Annals of Pure and Applied Logic, Manuscripta Mathematica und Communications in Algebra.

## Schriften (Auswahl)
- Non-Standard Analysis. In: Ebbinghaus u. a.: Zahlen, Springer 1983.
- mit Peter Roquette: Lectures on Formally p-Adic Fields. In: Monografias de Matematica 38, IMPA, Rio de Janeiro 1983, sowie Lecture Notes in Mathematics, Band 1050, Springer Verlag.
- Lectures on Formally Real fields, Monografias de Mathematica 22, IMPA, Rio de Janeiro 1975, 2. Auflage in der Reihe Lecture Notes in Mathematics, Band 1093, Springer Verlag 1984.
- mit Ulf Friedrichsdorf: Mengenlehre für Mathematiker. Vieweg Studium, Grundkurs Mathematik, 1985.
- Einführung in die Mathematische Logik und Modelltheorie, Vieweg Studium, Grundkurs Mathematik, 1986.
- Model Theory for the Real Algebraic Geometer. Universita di Pisa, 1998.
- mit Charles N. Delzell: Positive Polynomials: From Hilbert's 17th Problem to Real Algebra. Springer Monographs in Mathematics, 2001.
- mit Adam J. Engler: Valued Fields. Springer Monographs in Mathematics, 2005.
- mit Charles N. Delzell: Mathematical Logic and Model Theory. Springer Universitext, 2011.